# Усть-Люгинское сельское поселение
Усть-Люгинское сельское поселение — муниципальное образование в составе Вятскополянского района Кировской области России.
Центр — посёлок Усть-Люга.

## История
Усть-Люгинское сельское поселение образовано 1 января 2006 года согласно Закону Кировской области от 07.12.2004 № 284-ЗО.

## Население
| 2010  | 2012  | 2013  | 2014  | 2015  | 2016  | 2017  |
| ----- | ----- | ----- | ----- | ----- | ----- | ----- |
| 1555  | ↘1482 | ↘1407 | ↘1350 | ↘1308 | ↗1318 | ↘1306 |
| 2018  | 2019  | 2020  | 2021  |       |       |       |
| ↘1296 | ↘1262 | ↘1243 | ↘1049 |       |       |       |

## Состав
В состав поселения входят 5 населённых пунктов (население, 2010):
- посёлок Усть-Люга — 1111 чел.;
- деревня Высокая Гора — 72 чел.;
- деревня Елох — 20 чел.;
- деревня Чемочар — 56 чел.;
- деревня Ямышка — 296 чел.